# Quezon (provincie)
Quezon is een provincie van de Filipijnen centraal gelegen op het eiland Luzon. De provincie maakt deel uit van regio IV-A (CALABARZON). De hoofdstad van de provincie is de stad Lucena. Bij de census van 2015 telde de provincie ruim 1,8 miljoen inwoners.
Quezon werd in 1946 vernoemd naar voormalig president Manuel Quezon. Tot die tijd heette de provincie Tayabas.

## Geografie

### Topografie
Quezon ligt centraal op het eiland Luzon ten oosten van de hoofdstad Manilla. De provincie wordt in het oosten begrensd door de provincies Camarines Sur en Camarines Norte. In het westen grenst Quezon van noord naar zuid gezien aan Aurora, Bulacan, Rizal en Laguna. De provincie heeft een oppervlakte van 8.706,6 km² en is daarmee de op vijf na grootste provincie van het land. De grootste eilanden zijn Alabat en de Polillo-eilanden. De dode vulkaan Mount Banahaw is met 2188 meter de hoogste berg van de provincie.

### Bestuurlijke indeling
Quezon bestaat uit 1 stad en 39 gemeenten.

#### Stad
- Tayabas

#### Gemeenten
| - Agdangan - Alabat - Atimonan - Buenavista - Burdeos - Calauag - Candelaria - Catanauan - Dolores - General Luna - General Nakar - Guinayangan - Gumaca | - Infanta - Jomalig - Lopez - Lucban - Macalelon - Mauban - Mulanay - Padre Burgos - Pagbilao - Panukulan - Patnanungan - Perez - Pitogo | - Plaridel - Polillo - Quezon - Real - Sampaloc - San Andres - San Antonio - San Francisco - San Narciso - Sariaya - Tagkawayan - Tiaong - Unisan |

Deze stad en gemeenten zijn weer verder onderverdeeld in 1209 barangays.

## Demografie
Quezon  had bij de census van 2015 een inwoneraantal van 1.856.582 mensen. Dit waren 115.944 mensen (6,7%) meer dan bij de vorige census van 2010. Ten opzichte van de census van 2000 was het aantal inwoners gegroeid met 373.627 mensen (25,2%). De gemiddelde jaarlijkse groei in die periode kwam daarmee uit op 1,24%, hetgeen lager was dan het landelijk jaarlijks gemiddelde over deze periode (1,72%).

De bevolkingsdichtheid van Quezon  was ten tijde van de laatste census, met 1.856.582 inwoners op 9069,6 km², 204,7 mensen per km².

## Bestuur en politiek
Zoals in alle provincies in de Filipijnen is de belangrijkste bestuurder van Quezon een gouverneur. De gouverneur wordt sinds 1987 elke drie jaar gekozen en is het hoofd van het provinciale bestuur en de uitvoerende organen. De huidige gouverneur van de provincie, David Suarez is tijdens de verkiezingen van 2013 voor drie jaar gekozen. De vicegouverneur, Samuel Nantes, is voorzitter van de provinciale raad. Deze provinciale raad is in Quezon samengesteld uit 10 gekozen en 3 ex-officio afgevaardigden. Deze 10 gekozen afgevaardigden worden rechtstreeks gekozen door de stemgerechtigde inwoners in de 4 kiesdistricten van de provincie.  D De inwoners van de y districten kiezen bovendien elk een afgevaardigde in het Filipijns Huis van Afgevaardigden.
Lijst van gouverneurs van Quezon sinds 1901
| - 1901-1902 Cornelius Gardiner (benoemd) - 1902-1903 Harry Bandoltz - 1903-1905 Ricardo Paras sr. - 1906-1907 Manuel Quezon - 1907-1908 Alfredo de Castro - 1908-1910 Domingo Lopez - 1910-1912 Primitivo San Agustin - 1912-1916 Vicente Lucban - 1916-1919 Maximo Rodriguez - 1919-1928 Filemon Perez - 1928-1933 Leon Guinto sr. - 1933-1937 Maximo Rodriguez | - 1937-1940 Casiano Sandoval - 1941-1945 Natalio Enriquez - 1946-1947 Hilarion Yanza (benoemd) - 1948-1948 Andres Umali (benoemd) - 1948-1951 Gregorio Santayana - 1952-1955 Vicente Constantino - 1956-1959 Leon Guinto sr. - 1960-1963 Claro Robles - 1964-1980 Anacleto Alcala - 1981-1986 Eladio Caliwara - 1986-1987 Cesar Bolaños (Officer In Charge;OIC) - 1987-1987 Hjalmar Quintana (OIC) | - 1987-1987 Ladislao Salvacion (OIC) - 1987-1987 Eduardo Escueta (OIC) - 1987-1988 Rodrigo Castillo (OIC) - 1988-1988 Rodolfo Salvacion (OIC) - 1988-1995 Eduardo Rodriguez - 1995-1998 Roberto Racelis - 1998-2007 Wilfrido Enverga - 2007-2010 Rafael Nantes - 2010-2010 Carlos Portes - 2010-2016 David Suarez |

## Economie
Quezon is een relatief arme provincie. Uit cijfers van de National Statistical Coordination Board (NSCB) uit het jaar 2003 blijkt dat 39,8% (13.349 mensen) onder de armoedegrens leefde. In het jaar 2000 was dit 39,3%. Daarmee staat Quezon 42e op de lijst van provincies met de meeste mensen onder de armoedegrens. Van alle 79 provincies staat Quezon 44e op de lijst van provincies met de ergste armoede..